# Zomeravond aan het Zuidstrand van Skagen
Zomeravond aan het Zuidstrand van Skagen (Deens: Sommeraften ved Skagen Sønderstrand) is een olieverfschilderij van de Deense kunstschilder Peder Severin Krøyer uit 1893. Het toont zijn vrouw Marie en de bevriende kunstschilderes Anna Ancher, kuierend over het strand van Skagen tijdens het blauwe uur, in de schemering onder het noorderlicht. Het werk bevindt zich in de collectie van het Skagens Museum te Skagen.

## Context
Eind jaren 1870 ontstond in de Deense plaats Skagen een kunstenaarskolonie, de Skagenschilders, die gaandeweg zou uitgroeien tot het belangrijkste centrum van de Scandinavische schilderkunst aan het einde van de negentiende eeuw. De schilders van Skagen lieten zich vooral inspireren door het bijzondere licht in de noordelijke streken, meer in het bijzonder door het noorderlicht in de zomer, bij uitstek te zien tijdens het zogenaamde blauwe uur, als schemer en schaduwen een blauwachtige gloed aannemen Krøyer, die vanaf 1889 samen met zijn kersverse vrouw Marie tijdens de zomers en later definitief in Skagen verbleef, wordt gezien als een van de meesters van dit genre. In de jaren 1890 werkte hij in een opvallend heldere stijl, waarbij hij een bijzondere belangstelling aan de dag legde voor de lichteffecten op verschillende momenten van de dag. Het meest bekend werd hij door een reeks melancholische zee- en strandgezichten, vaak met Marie, waarin hij zich toelegde op de weergave van het noorderlicht in dominante lichtblauwe grondtonen. Zomeravond aan het Zuidstrand van Skagen is hiervan een van de meest sprekende voorbeelden.

## Afbeelding
|                                                    |  |  |
| Foto's die als uitgangspunt dienden voor het werk. |  |  |

Zomeravond op het Zuiderstrand van Skagen toont twee elegant geklede vrouwen, kuierend over het verlaten Zuiderstrand van Skagen, rustig keuvelend met elkaar, in hun eigen wereldje. Het betreft Krøyers vrouw Marie en haar vriendin de kunstschilderes Anna Ancher. Ze lopen van de kijker weg, hetgeen het gevoel van stilte en verlatenheid accentueert. De sfeer is melancholiek. Het is avond, de tijd van het blauwe uur. De koele lichtblauwe blauwe tinten domineren het schilderij volkomen. Zee en de lucht smelten aan de horizon samen. De twee vrouwfiguren gaan op in hun omgeving, wanen zich onbespied, maar betrekken door hun aanwezigheid wel de kijker. Die mag zelf invullen waar het gesprek tussen hen beiden over gaat.

## Moment van inspiratie
De bevriende schrijver Sophus Schandorph beschreef het moment waarop Krøyers inspiratie voor het schilderij moet zijn ontstaan, tijdens een bezoek aan Skagen in de zomer van 1892. Een gezelschap had zich verzameld voor een avondetentje bij de Krøyers. Op een gegeven moment wees Schandorphs vrouw Ida naar het prachtige uitzicht en de wonderbaarlijke kleur- en lichteffecten op het strand. Het gezelschap begaf zich naar buiten, het strand op. Marie en Anna Ancher liepen van het gezelschap weg voor een strandwandeling. "Krøyer echter bleef heel stil zitten", schreef Schandorph, "Hij speelde met zijn tong tussen zijn lippen. Voor mij was dat een teken dat er iets op het punt stond te ontstaan". Hoe ook zij Schandorphs observatie precies geduid moet worden, feit is dat Krøyer ook beschikte over enkele door hemzelf gemaakte foto's van de beide dames in een identieke pose, onmiskenbaar het vertrekpunt voor zijn weergave van beide vrouwen. Of deze foto's op dezelfde avond zijn gemaakt is onduidelijk. Krøyer hield het gebruik van foto's voor zijn werk altijd zorgvuldig geheim. Door Schandorph wordt het fotograferen in elk geval niet vermeld. Denkbaar is dat Krøyers moment van inspiratie wel degelijk op de bewuste avond heeft plaatsgehad, maar dat de foto's later zijn genomen, al dan niet in scène gezet.

## Meerdere versies
Krøyer maakte meerdere versies van het thema en dus naar de betreffende foto's. De Hirschsprungske Samling in Kopenhagen bezit twee eerdere versies in eenzelfde opzet als het hier besproken schilderij, zij het met Anna en Marie verder weg geposteerd. Ook zijn er diverse kleinere studies bekend van de wandelende dames. Opvallend is dat Anna's man Michael Ancher later ook nog twee versies maakte van het tafereel, hetgeen de vraag doet rijzen of hij de foto gekend moet hebben of een kopie heeft gemaakt naar eerdere werken van Krøyer. Enerzijds lijkt zijn kopie wel erg precies op een studie van Krøyer uit 1893. Anderzijds kan Anna het maken van de foto's bijna niet zijn ontgaan.

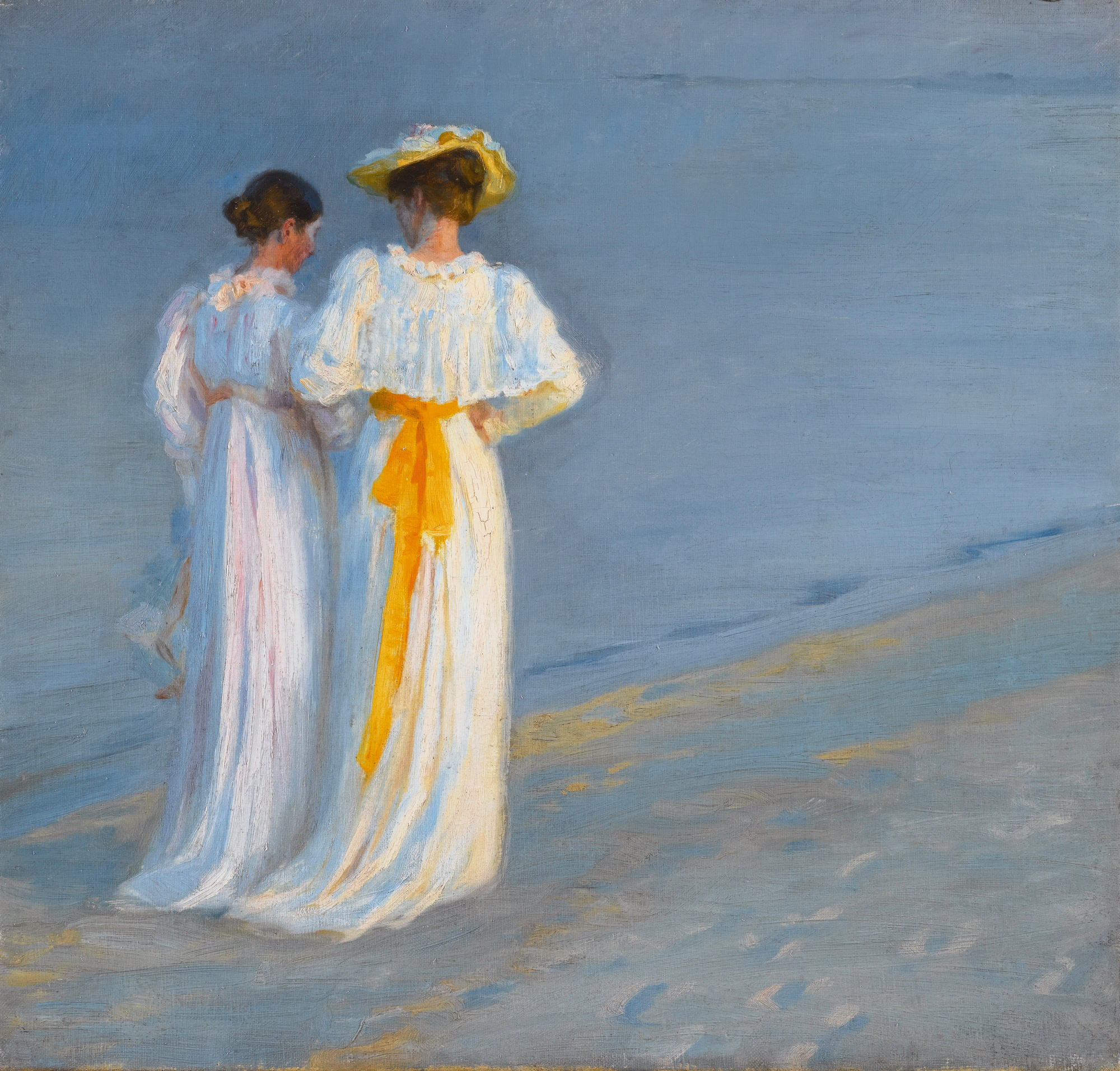
Studie, 45 × 47 cm, 1893
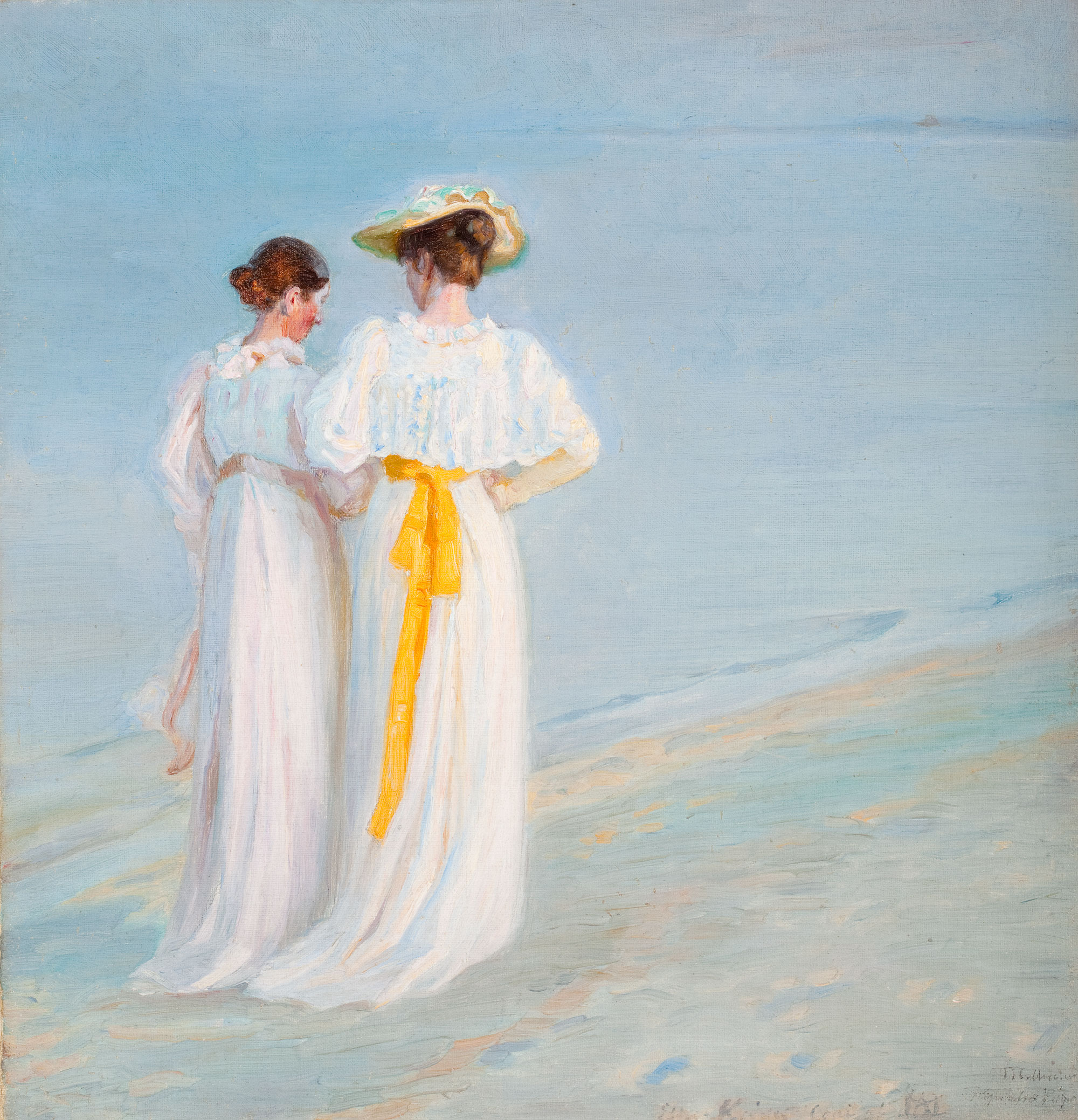
Michael Anchers kopie uit 1897, 47,4 × 45,3 cm, Michael en Anna Anchers Huis, Skagen

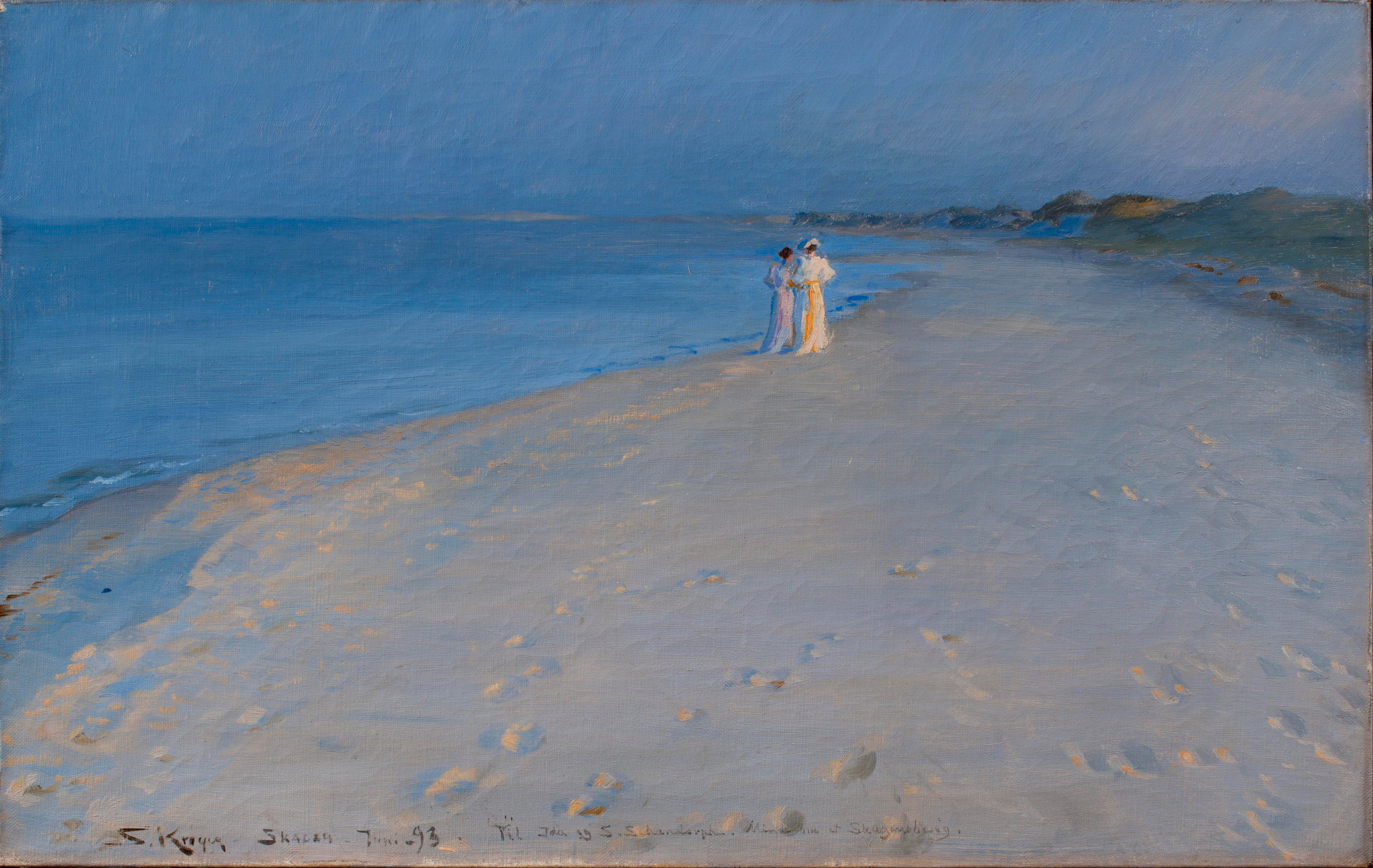
Voorafgaande versie, juni 1893, 38,5 × 60 cm, juni 1893, Hirschsprungske Samling
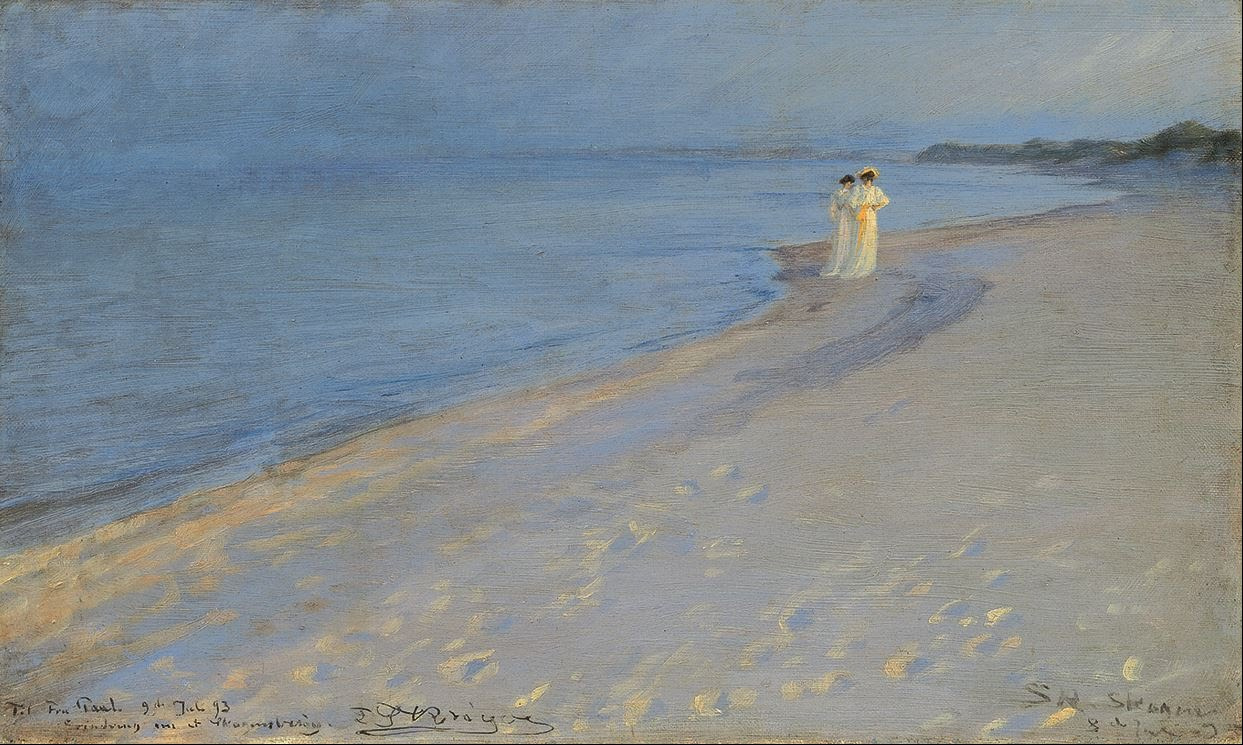
Voorafgaande versie, 27,8 × 45,8 cm, juni 1893, Hirschsprungske Samling

## Historie
Zomeravond aan het Zuidstrand van Skagen werd rond 1900 verworven door de Duitse operazangeres Lilli Lehmann (1848-1929). In 1978 verkochten haar erven het werk voor 520.000 Deense kronen (70.000 euro) aan de Duitse krantenmagnaat Axel Springer. Na Springers dood doneerde diens weduwe het werk aan het Deense volk, omdat de Denen zich tijdens de Tweede Wereldoorlog - samen met het verzet - enorm hadden ingezet om Deense Joden uit de handen van de Duitse bezetters te houden door het grootste deel van hen naar het neutrale Zweden te evacueren. Sedertdien is het werk in beheer van het Skagens Museum, waar het geldt als een van de topstukken uit de collectie.